# The Smashing Pumpkins/Diskografie
Diese Diskografie ist eine Übersicht über die musikalischen Werke der US-amerikanischen Alternative-Rock-Band The Smashing Pumpkins. Den Quellenangaben zufolge hat sie bisher mehr als 30 Millionen Tonträger verkauft, davon alleine in ihrem Heimatland über 21,1 Millionen. Ihre erfolgreichste Veröffentlichung ist das dritte Studioalbum Mellon Collie and the Infinite Sadness mit mehr als 11,8 Millionen verkauften Einheiten.

## Alben

### Studioalben
| Jahr | Titel Musiklabel                                                                                 | Höchstplatzierung, Gesamtwochen, AuszeichnungChartplatzierungen (Jahr, Titel, Musiklabel, Platzierungen, Wochen, Auszeichnungen, Anmerkungen) | Höchstplatzierung, Gesamtwochen, AuszeichnungChartplatzierungen (Jahr, Titel, Musiklabel, Platzierungen, Wochen, Auszeichnungen, Anmerkungen) | Höchstplatzierung, Gesamtwochen, AuszeichnungChartplatzierungen (Jahr, Titel, Musiklabel, Platzierungen, Wochen, Auszeichnungen, Anmerkungen) | Höchstplatzierung, Gesamtwochen, AuszeichnungChartplatzierungen (Jahr, Titel, Musiklabel, Platzierungen, Wochen, Auszeichnungen, Anmerkungen) | Höchstplatzierung, Gesamtwochen, AuszeichnungChartplatzierungen (Jahr, Titel, Musiklabel, Platzierungen, Wochen, Auszeichnungen, Anmerkungen) | Anmerkungen                                                            |
| Jahr | Titel Musiklabel                                                                                 | DE | AT | CH | UK | US | Anmerkungen                                                            |
| ---- | ------------------------------------------------------------------------------------------------ | --- | --- | --- | --- | --- | ---------------------------------------------------------------------- |
| 1991 | Gish Caroline Records                                                                            | — | — | — | UK— SilberUK | US146 Platin · (2 Wo.)US | Erstveröffentlichung: 28. Mai 1991                                     |
| 1993 | Siamese Dream Virgin Records (EMI)                                                               | DE28 (18 Wo.)DE | — | CH86 (1 Wo.)CH | UK4 Gold · (19 Wo.)UK | US10 ×4Vierfachplatin · (92 Wo.)US | Erstveröffentlichung: 27. Juli 1993                                    |
| 1995 | Mellon Collie and the Infinite Sadness Virgin Records (EMI)                                      | DE21 Gold · (44 Wo.)DE | AT36 (15 Wo.)AT | CH27 (12 Wo.)CH | UK4 Platin · (49 Wo.)UK | US1 Diamant · (93 Wo.)US | Erstveröffentlichung: 24. Oktober 1995                                 |
| 1998 | Adore Virgin Records (EMI)                                                                       | DE3 (22 Wo.)DE | AT7 (16 Wo.)AT | CH13 (13 Wo.)CH | UK5 Gold · (19 Wo.)UK | US2 Platin · (25 Wo.)US | Erstveröffentlichung: 29. Mai 1998                                     |
| 2000 | Machina/The Machines of God Virgin Records (EMI)                                                 | DE4 (11 Wo.)DE | AT10 (8 Wo.)AT | CH12 (8 Wo.)CH | UK7 Silber · (5 Wo.)UK | US3 Gold · (13 Wo.)US | Erstveröffentlichung: 29. Februar 2000                                 |
| 2000 | Machina II/The Friends & Enemies of Modern Music Selbstverlag                                    | — | — | — | — | — | Erstveröffentlichung: 5. September 2000 nur im Internet veröffentlicht |
| 2007 | Zeitgeist Martha’s Music (Reprise)                                                               | DE7 (8 Wo.)DE | AT8 (9 Wo.)AT | CH5 (10 Wo.)CH | UK4 (4 Wo.)UK | US2 Gold · (14 Wo.)US | Erstveröffentlichung: 10. Juli 2007                                    |
| 2012 | Oceania Martha’s Music (Faust’s Haus)                                                            | DE36 (4 Wo.)DE | AT25 (4 Wo.)AT | CH19 (5 Wo.)CH | UK19 (2 Wo.)UK | US4 (7 Wo.)US | Erstveröffentlichung: 19. Juni 2012                                    |
| 2014 | Monuments to an Elegy Martha’s Music (BMG)                                                       | DE62 (1 Wo.)DE | — | CH33 (1 Wo.)CH | UK59 (1 Wo.)UK | US33 (2 Wo.)US | Erstveröffentlichung: 5. Dezember 2014                                 |
| 2018 | Shiny and Oh So Bright, Vol. 1 / LP: No Past. No Future. No Sun. Martha’s Music (Napalm Records) | DE20 (1 Wo.)DE | AT33 (1 Wo.)AT | CH28 (1 Wo.)CH | UK43 (1 Wo.)UK | US54 (1 Wo.)US | Erstveröffentlichung: 16. November 2018                                |
| 2020 | Cyr Martha’s Music (Sumerian)                                                                    | DE31 (1 Wo.)DE | AT65 (1 Wo.)AT | CH21 (1 Wo.)CH | UK71 (1 Wo.)UK | US86 (1 Wo.)US | Erstveröffentlichung: 27. November 2020                                |
| 2023 | Atum: A Rock Opera in Three Acts Martha’s Music (Thirty Tigers)                                  | DE18 (1 Wo.)DE | AT50 (1 Wo.)AT | CH16 (1 Wo.)CH | UK85 (1 Wo.)UK | US111 (1 Wo.)US | Erstveröffentlichung: 5. Mai 2023                                      |
| 2024 | Aghori Mhori Mei Martha’s Music (Thirty Tigers)                                                  | DE51 (1 Wo.)DE | — | CH22 (2 Wo.)CH | — | US130 (1 Wo.)US | Erstveröffentlichung: 2. August 2024                                   |

### Livealben
| Jahr | Titel Musiklabel                                     | Anmerkungen                                                                                       |
| ---- | ---------------------------------------------------- | ------------------------------------------------------------------------------------------------- |
| 2000 | Live at Cabaret Metro 10-5-88 Constantinople Records | Erstveröffentlichung: 2. Dezember 2000 limitierte Auflage                                         |
| 2002 | Earphoria Virgin Records (EMI)                       | Erstveröffentlichung: 19. November 2002 ursprüngliche Veröffentlichung 1994 als reines Promoalbum |

### Kompilationen
| Jahr | Titel Musiklabel                                   | Höchstplatzierung, Gesamtwochen, AuszeichnungChartplatzierungen (Jahr, Titel, Musiklabel, Platzierungen, Wochen, Auszeichnungen, Anmerkungen) | Höchstplatzierung, Gesamtwochen, AuszeichnungChartplatzierungen (Jahr, Titel, Musiklabel, Platzierungen, Wochen, Auszeichnungen, Anmerkungen) | Höchstplatzierung, Gesamtwochen, AuszeichnungChartplatzierungen (Jahr, Titel, Musiklabel, Platzierungen, Wochen, Auszeichnungen, Anmerkungen) | Höchstplatzierung, Gesamtwochen, AuszeichnungChartplatzierungen (Jahr, Titel, Musiklabel, Platzierungen, Wochen, Auszeichnungen, Anmerkungen) | Höchstplatzierung, Gesamtwochen, AuszeichnungChartplatzierungen (Jahr, Titel, Musiklabel, Platzierungen, Wochen, Auszeichnungen, Anmerkungen) | Anmerkungen                             |
| Jahr | Titel Musiklabel                                   | DE | AT | CH | UK | US | Anmerkungen                             |
| ---- | -------------------------------------------------- | --- | --- | --- | --- | --- | --------------------------------------- |
| 1994 | Pisces Iscariot Virgin Records (EMI)               | — | — | — | UK96 (1 Wo.)UK | US4 Platin · (24 Wo.)US | Erstveröffentlichung: 4. Oktober 1994   |
| 1996 | The Aeroplane Flies High Virgin Records (EMI)      | — | — | — | — | US42 Platin · (6 Wo.)US | Erstveröffentlichung: 26. November 1996 |
| 2001 | Rotten Apples - Greatest Hits Virgin Records (EMI) | DE12 (4 Wo.)DE | AT22 (4 Wo.)AT | CH40 (5 Wo.)CH | UK28 Gold · (5 Wo.)UK | US31 Gold · (15 Wo.)US | Erstveröffentlichung: 20. November 2001 |

### EPs
| Jahr | Titel Musiklabel           | Höchstplatzierung, Gesamtwochen, AuszeichnungChartplatzierungen (Jahr, Titel, Musiklabel, Platzierungen, Wochen, Auszeichnungen, Anmerkungen) | Höchstplatzierung, Gesamtwochen, AuszeichnungChartplatzierungen (Jahr, Titel, Musiklabel, Platzierungen, Wochen, Auszeichnungen, Anmerkungen) | Höchstplatzierung, Gesamtwochen, AuszeichnungChartplatzierungen (Jahr, Titel, Musiklabel, Platzierungen, Wochen, Auszeichnungen, Anmerkungen) | Höchstplatzierung, Gesamtwochen, AuszeichnungChartplatzierungen (Jahr, Titel, Musiklabel, Platzierungen, Wochen, Auszeichnungen, Anmerkungen) | Höchstplatzierung, Gesamtwochen, AuszeichnungChartplatzierungen (Jahr, Titel, Musiklabel, Platzierungen, Wochen, Auszeichnungen, Anmerkungen) | Anmerkungen                            |
| Jahr | Titel Musiklabel           | DE | AT | CH | UK | US | Anmerkungen                            |
| ---- | -------------------------- | --- | --- | --- | --- | --- | -------------------------------------- |
| 1991 | Lull                       | — | — | — | — | — | Erstveröffentlichung: 5. November 1991 |
| 1992 | Peel Sessions              | — | — | — | — | — | Erstveröffentlichung: 22. Juni 1992    |
| 1996 | Zero                       | — | — | — | — | US46 Gold · (12 Wo.)US | Erstveröffentlichung: 26. April 1996   |
| 2008 | American Gothic            | DE77 (2 Wo.)DE | — | — | — | — | Erstveröffentlichung: 1. Januar 2008   |
| 2010 | Teargarden by Kaleidyscope | — | — | — | — | — | Erstveröffentlichung: 25. Mai 2010     |

## Singles
| Jahr | Titel Album                                                                                 | Höchstplatzierung, Gesamtwochen, AuszeichnungChartplatzierungen (Jahr, Titel, Album, Platzierungen, Wochen, Auszeichnungen, Anmerkungen) | Höchstplatzierung, Gesamtwochen, AuszeichnungChartplatzierungen (Jahr, Titel, Album, Platzierungen, Wochen, Auszeichnungen, Anmerkungen) | Höchstplatzierung, Gesamtwochen, AuszeichnungChartplatzierungen (Jahr, Titel, Album, Platzierungen, Wochen, Auszeichnungen, Anmerkungen) | Höchstplatzierung, Gesamtwochen, AuszeichnungChartplatzierungen (Jahr, Titel, Album, Platzierungen, Wochen, Auszeichnungen, Anmerkungen) | Höchstplatzierung, Gesamtwochen, AuszeichnungChartplatzierungen (Jahr, Titel, Album, Platzierungen, Wochen, Auszeichnungen, Anmerkungen) | Anmerkungen                              |
| Jahr | Titel Album                                                                                 | DE | AT | CH | UK | US | Anmerkungen                              |
| ---- | ------------------------------------------------------------------------------------------- | --- | --- | --- | --- | --- | ---------------------------------------- |
| 1990 | Tristessa Gish                                                                              | — | — | — | — | — | Erstveröffentlichung: Dezember 1990      |
| 1991 | Siva Gish                                                                                   | — | — | — | — | — | Erstveröffentlichung: August 1991        |
| 1992 | I Am One Gish                                                                               | — | — | — | UK73 (1 Wo.)UK | — | Erstveröffentlichung: August 1992        |
| 1993 | Cherub Rock Siamese Dream                                                                   | — | — | — | UK31 (2 Wo.)UK | — | Erstveröffentlichung: 13. Juli 1993      |
| 1993 | Today Siamese Dream                                                                         | — | — | — | UK44 Silber · (2 Wo.)UK | — | Erstveröffentlichung: 30. September 1993 |
| 1994 | Disarm Siamese Dream                                                                        | — | — | — | UK11 Silber · (5 Wo.)UK | — | Erstveröffentlichung: 22. März 1994      |
| 1994 | Rocket Siamese Dream                                                                        | — | — | — | UK89 (1 Wo.)UK | — | Erstveröffentlichung: Dezember 1994      |
| 1995 | Bullet with Butterfly Wings Mellon Collie and the Infinite Sadness                          | — | — | — | UK20 Silber · (3 Wo.)UK | US22 Gold · (20 Wo.)US | Erstveröffentlichung: 24. Oktober 1995   |
| 1996 | 1979 Mellon Collie and the Infinite Sadness                                                 | — | — | — | UK16 Platin · (3 Wo.)UK | US12 Gold · (22 Wo.)US | Erstveröffentlichung: 23. Januar 1996    |
| 1996 | Tonight, Tonight Mellon Collie and the Infinite Sadness                                     | — | — | — | UK7 Gold · (12 Wo.)UK | US36 (20 Wo.)US | Erstveröffentlichung: 15. April 1996     |
| 1996 | Thirty-Three Mellon Collie and the Infinite Sadness                                         | — | — | — | UK21 (2 Wo.)UK | US39 (20 Wo.)US | Erstveröffentlichung: 11. November 1996  |
| 1997 | The End Is the Beginning Is the End Batman & Robin (O.S.T.)                                 | DE66 (9 Wo.)DE | AT40 (1 Wo.)AT | CH37 (3 Wo.)CH | UK10 (6 Wo.)UK | — | Erstveröffentlichung: 4. April 1997      |
| 1998 | Ava Adore Adore                                                                             | DE91 (1 Wo.)DE | — | — | UK11 (5 Wo.)UK | US42 (20 Wo.)US | Erstveröffentlichung: 18. Mai 1998       |
| 1998 | Perfect Adore                                                                               | — | — | — | UK24 (2 Wo.)UK | US54 (6 Wo.)US | Erstveröffentlichung: 7. September 1998  |
| 2000 | Stand Inside Your Love Machina/The Machines of God                                          | — | — | — | UK23 (2 Wo.)UK | — | Erstveröffentlichung: 21. Februar 2000   |
| 2000 | Try, Try, Try Machina/The Machines of God                                                   | — | — | — | UK73 (1 Wo.)UK | — | Erstveröffentlichung: 11. September 2000 |
| 2001 | Untitled –                                                                                  | — | — | — | — | — | Erstveröffentlichung: 2001               |
| 2007 | Tarantula Zeitgeist                                                                         | — | — | — | UK59 (3 Wo.)UK | US54 (2 Wo.)US | Erstveröffentlichung: 21. Mai 2007       |
| 2007 | Doomsday Clock Zeitgeist                                                                    | — | — | — | — | US97 (1 Wo.)US | Erstveröffentlichung: 10. Juli 2007      |
| 2007 | That’s the Way (My Love Is) Zeitgeist                                                       | — | — | — | UK94 (1 Wo.)UK | — | Erstveröffentlichung: 10. September 2007 |
| 2008 | G.L.O.W. –                                                                                  | — | — | — | — | — | Erstveröffentlichung: 4. November 2008   |
| 2012 | The Celestials Oceania                                                                      | — | — | — | — | — | Erstveröffentlichung: 14. Oktober 2012   |
| 2014 | Being Beige Monuments to an Elegy                                                           | — | — | — | — | — | Erstveröffentlichung: 21. Oktober 2014   |
| 2014 | One and All Monuments to an Elegy                                                           | — | — | — | — | — | Erstveröffentlichung: 10. November 2014  |
| 2014 | Drum + Fife Monuments to an Elegy                                                           | — | — | — | — | — | Erstveröffentlichung: 24. November 2014  |
| 2018 | Solara Shiny and Oh So Bright, Vol. 1 / LP: No Past. No Future. No Sun.                     | — | — | — | — | — | Erstveröffentlichung: 8. Juni 2018       |
| 2018 | Silvery Sometimes (Ghosts) Shiny and Oh So Bright, Vol. 1 / LP: No Past. No Future. No Sun. | — | — | — | — | — | Erstveröffentlichung: 14. September 2018 |
| 2018 | Knights of Malta Shiny and Oh So Bright, Vol. 1 / LP: No Past. No Future. No Sun.           | — | — | — | — | — | Erstveröffentlichung: 9. November 2018   |
| 2020 | Cyr                                                                                         | — | — | — | — | — | Erstveröffentlichung: 28. August 2020    |
| 2020 | Confessions of a Dopamine Addict Cyr                                                        | — | — | — | — | — | Erstveröffentlichung: 25. September 2020 |
| 2020 | Anno Satana Cyr                                                                             | — | — | — | — | — | Erstveröffentlichung: 9. Oktober 2020    |
| 2020 | Ramona Cyr                                                                                  | — | — | — | — | — | Erstveröffentlichung: 30. Oktober 2020   |
| 2020 | Dulcet in E Cyr                                                                             | — | — | — | — | — | Erstveröffentlichung: 20. November 2020  |
| 2022 | Beguiled Atum: A Rock Opera in Three Acts                                                   | — | — | — | — | — | Erstveröffentlichung: 20. September 2022 |
| 2023 | Spellbinding Atum: A Rock Opera in Three Acts                                               | — | — | — | — | — | Erstveröffentlichung: 28. März 2023      |
| 2024 | Sighommi Aghori Mhori Mei                                                                   | — | — | — | — | — | Erstveröffentlichung: 30. August 2024    |

## Videoalben
| Jahr | Titel Musiklabel                         | Höchstplatzierung, Gesamtwochen, AuszeichnungChartplatzierungen (Jahr, Titel, Musiklabel, Platzierungen, Wochen, Auszeichnungen, Anmerkungen) | Höchstplatzierung, Gesamtwochen, AuszeichnungChartplatzierungen (Jahr, Titel, Musiklabel, Platzierungen, Wochen, Auszeichnungen, Anmerkungen) | Höchstplatzierung, Gesamtwochen, AuszeichnungChartplatzierungen (Jahr, Titel, Musiklabel, Platzierungen, Wochen, Auszeichnungen, Anmerkungen) | Höchstplatzierung, Gesamtwochen, AuszeichnungChartplatzierungen (Jahr, Titel, Musiklabel, Platzierungen, Wochen, Auszeichnungen, Anmerkungen) | Höchstplatzierung, Gesamtwochen, AuszeichnungChartplatzierungen (Jahr, Titel, Musiklabel, Platzierungen, Wochen, Auszeichnungen, Anmerkungen) | Anmerkungen                |
| Jahr | Titel Musiklabel                         | DE | AT | CH | UK | US> | Anmerkungen                |
| ---- | ---------------------------------------- | --- | --- | --- | --- | --- | -------------------------- |
| 1996 | Vieuphoria                               | — | — | — | UK1 (13 Wo.)UK | US— GoldUS | Erstveröffentlichung: 1996 |
| 2001 | 1991–2000 Greatest Hits Video Collection | — | — | — | UK6 Gold · (26 Wo.)UK | US— GoldUS | Erstveröffentlichung: 2001 |
| 2013 | Oceania: Live in NYC                     | — | — | — | UK9 (3 Wo.)UK | — | Erstveröffentlichung: 2013 |

## Statistik

### Chartauswertung
|                     | DE     | AT    | CH     | UK     | US     |
| ------------------- | ------ | ----- | ------ | ------ | ------ |
| Nummer-eins-Alben   | DE—DE  | AT—AT | CH—CH  | UK—UK  | US1US  |
| Top-10-Alben        | DE3DE  | AT3AT | CH1CH  | UK5UK  | US7US  |
| Alben in den Charts | DE13DE | AT9AT | CH12CH | UK12UK | US16US |

|                       | DE    | AT    | CH    | UK     | US    |
| --------------------- | ----- | ----- | ----- | ------ | ----- |
| Nummer-eins-Singles   | DE—DE | AT—AT | CH—CH | UK—UK  | US—US |
| Top-10-Singles        | DE—DE | AT—AT | CH—CH | UK2UK  | US—US |
| Singles in den Charts | DE2DE | AT1AT | CH1CH | UK16UK | US8US |

|                          | DE    | AT    | CH    | UK    | US    |
| ------------------------ | ----- | ----- | ----- | ----- | ----- |
| Nummer-eins-Videoalben   | DE—DE | AT—AT | CH—CH | UK1UK | US—US |
| Top-10-Videoalben        | DE—DE | AT—AT | CH—CH | UK3UK | US—US |
| Videoalben in den Charts | DE—DE | AT—AT | CH—CH | UK3UK | US—US |

### Auszeichnungen für Musikverkäufe
| Goldene Schallplatte - Australien - 1997: für die Single The End Is the Beginning Is the End - 2001: für das Album Rotten Apples – Greatest Hits - Belgien - 1998: für das Album Adore - Frankreich - 1998: für das Album Adore - 2000: für das Album Machina The Machines Of God - 2005: für das Videoalbum 1991–2000 Greatest Hits Video Collection - Italien - 2022: für das Album Mellon Collie And The Infinite Sadness - Japan - 1998: für das Album Mellon Collie And The Infinite Sadness - 1998: für das Album Adore - 2000: für das Album Machina The Machines Of God - Neuseeland - 1995: für das Album Pisces Iscariot - 1996: für die Single Tonight, Tonight - 2000: für das Album Machina The Machines Of God - 2007: für das Album Zeitgeist - Niederlande - 1996: für das Album Mellon Collie And The Infinite Sadness - 1997: für das Album Siamese Dream - Norwegen - 1997: für das Album Mellon Collie And The Infinite Sadness - 1999: für das Album Adore - Schweden - 1997: für das Album Mellon Collie And The Infinite Sadness - 1998: für das Album Siamese Dream - Spanien - 1996: für das Album Mellon Collie And The Infinite Sadness - 1998: für das Album Adore - 2001: für das Album Rotten Apples – Greatest Hits - 2024: für die Single 1979 | 2× Goldene Schallplatte - Frankreich - 1995: für das Album Mellon Collie And The Infinite Sadness Platin-Schallplatte - Australien - 1995: für das Album Siamese Dream - 1998: für das Album Adore - 2003: für das Videoalbum 1991–2000 Greatest Hits Video Collection - Belgien - 1996: für das Album Mellon Collie And The Infinite Sadness - Kanada - 1995: für das Album Pisces Iscariot - 2002: für das Album Machina The Machines Of God - 2002: für das Album Greatest Hits - 2002: für das Videoalbum Greatest Hits - 2008: für das Videoalbum If All Goes Wrong - Neuseeland - 1996: für die Single Zero - 1998: für das Album Adore - 2002: für das Album Rotten Apples – Greatest Hits - 2021: für die Single Bullet with Butterfly Wings | 2× Platin-Schallplatte - Kanada - 1998: für das Album Adore 3× Platin-Schallplatte - Neuseeland - 2024: für die Single 1979 4× Platin-Schallplatte - Australien - 1996: für das Album Mellon Collie And The Infinite Sadness - Kanada - 1995: für das Album Siamese Dream - Neuseeland - 1996: für das Album Siamese Dream 7× Platin-Schallplatte - Neuseeland - 1998: für das Album Mellon Collie And The Infinite Sadness Diamantene Schallplatte - Kanada - 1996: für das Album Mellon Collie And The Infinite Sadness |

Anmerkung: Auszeichnungen in Ländern aus den Charttabellen bzw. Chartboxen sind in ebendiesen zu finden.
| Land/RegionAuszeichnungen für Musikverkäufe (Land/Region, Auszeichnungen, Verkäufe, Quellen) | Silber     | Gold       | Platin       | Diamant     | Verkäufe   | Quellen                                                    |
| -------------------------------------------------------------------------------------------- | ---------- | ---------- | ------------ | ----------- | ---------- | ---------------------------------------------------------- |
| Australien (ARIA)                                                                            | —          | 2× Gold2   | 7× Platin7   | —           | 505.000    | aria.com.au                                                |
| Belgien (BRMA)                                                                               | —          | Gold1      | Platin1      | —           | 75.000     | ultratop.be                                                |
| Deutschland (BVMI)                                                                           | —          | Gold1      | —            | —           | 250.000    | musikindustrie.de                                          |
| Frankreich (SNEP)                                                                            | —          | 5× Gold5   | —            | —           | 410.000    | snepmusique.com                                            |
| Italien (FIMI)                                                                               | —          | Gold1      | —            | —           | 25.000     | fimi.it                                                    |
| Japan (RIAJ)                                                                                 | —          | 3× Gold3   | —            | —           | 300.000    | riaj.or.jp                                                 |
| Kanada (MC)                                                                                  | —          | —          | 11× Platin11 | Diamant1    | 1.920.000  | musiccanada.com                                            |
| Niederlande (NVPI)                                                                           | —          | 2× Gold2   | —            | —           | 100.000    | nvpi.nl                                                    |
| Neuseeland (RMNZ)                                                                            | —          | 4× Gold4   | 18× Platin18 | —           | 352.500    | aotearoamusiccharts.co.nz NZ2                              |
| Norwegen (IFPI)                                                                              | —          | 2× Gold2   | —            | —           | 50.000     | ifpi.no (Memento vom 5. November 2012 im Internet Archive) |
| Schweden (IFPI)                                                                              | —          | 2× Gold2   | —            | —           | 80.000     | sverigetopplistan.se                                       |
| Spanien (Promusicae)                                                                         | —          | 4× Gold4   | —            | —           | 180.000    | elportaldemusica.es                                        |
| Vereinigte Staaten (RIAA)                                                                    | —          | 8× Gold8   | 8× Platin8   | Diamant1    | 21.100.000 | riaa.com                                                   |
| Vereinigtes Königreich (BPI)                                                                 | 5× Silber5 | 5× Gold5   | 2× Platin2   | —           | 2.345.000  | bpi.co.uk                                                  |
| Insgesamt                                                                                    | 5× Silber5 | 40× Gold40 | 47× Platin47 | 2× Diamant2 |            |                                                            |